# Csodakavics
A Csodakavics (bemondott vagy feliratozott címén A varázskő, eredeti címén Shorts: The Adventures of the Wishing Rock) egész estés amerikai–emirátusokbeli film, amelyet 2009-ben mutattak be a mozikban. A forgatókönyvet Álvaro Rodríguez írta, Robert Rodríguez rendezte, a zenéjét George Oldziey és Carl Thiel szerezte, a producere Elizabeth Avellan, a főszerepben Jimmy Bennett, Kat Dennings, Jake Short és Trevor Gagnon látható. A Warner Bros. stúdió készítette.
Amerikában 2009. augusztus 21-én mutatták be.

## Szereplők
| Szerep          | Színész         | Magyar hang        |
| --------------- | --------------- | ------------------ |
| Toe             | Jimmy Bennett   | Timon Barnabás     |
| Nose Noseworthy | Jake Short      | Glósz András       |
| Stacey Thompson | Kat Dennings    | Csuha Bori         |
| Loogie          | Trevor Gagnon   | Bogdán Gergő       |
| Cole Black      | Devon Gearhart  | Penke Bence        |
| Helvetica Black | Jolie Vanier    | Nagy Blanka        |
| Lug             | Rebel Rodriguez | Penke Soma         |
| Laser           | Leo Howard      | Komáromi Patrik    |
| Thompson anyuka | Leslie Mann     | Nagy-Kálózy Eszter |
| Thompson apuka  | Jon Cryer       | Görög László       |
| Dr. Noseworthy  | William H. Macy | Harsányi Gábor     |
| Mr. Black       | James Spader    | Lux Ádám           |